# 法蘭克福國民議會
法兰克福国民议会（德語：Frankfurter Nationalversammlung）是在德意志1848年革命期间成立的国民议会，用以计划以民主之方式统一德国。议会在法兰克福召开，有831名众议员出席。
议会成员于1848年5月18日在法兰克福圣保罗教堂召开会议。受到1848年革命的影响，普鲁士国王腓特烈·威廉四世為勢所迫，惟有答應革命黨人的要求，承諾制定憲法與成立議會，以期商討統一德國事宜，以自保權力。

## 商议过程

### 公民权利

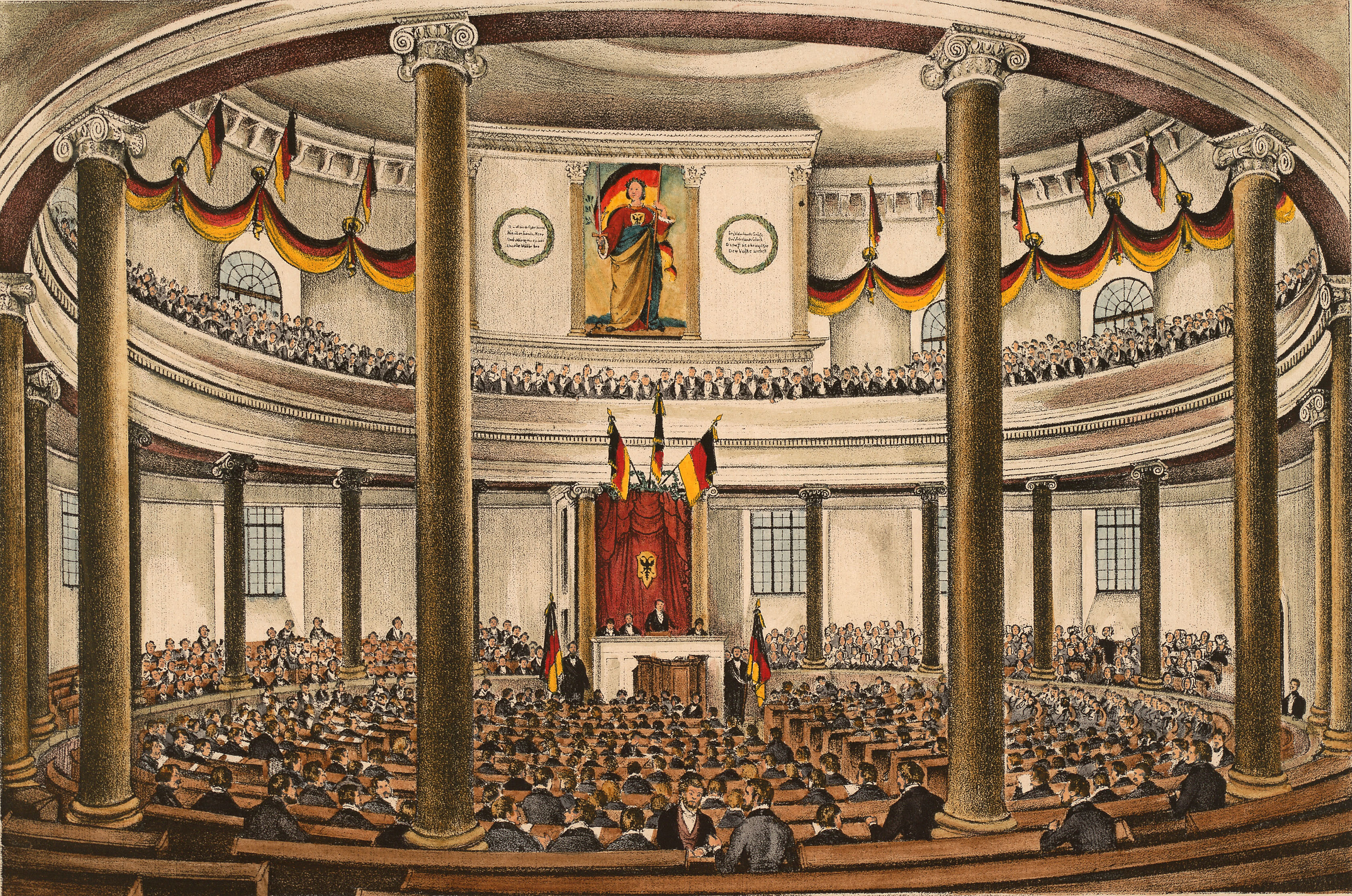
法兰克福议会在圣保罗教堂召开。会上挂满了革命党人在该年3月9日采用的德国国旗，正是今德国之国旗

会议于7月召开，代表首先讨论公民权利。10月，代表达成协议，在12月发表权利之内容。公民权利将会作为个别德意志邦国民主宪法的基础。

### 党派分立
经过对公民权利之讨论后，议会代表分成自由与保守派、保皇与共和派。
- 右翼分子支持保守联邦主义，主张成立邦联制国家，让众多君主掌握大权。
- 轻微偏右的宪法联邦主义分子则支持君主立宪的邦联国家。
- 温和左派支持单一议会制度（parliamentary unitarism），主张中央集权，而君主需要对议会负责。
- 极端左派支持共和制，主张成立中央集权的共和国。

如此多的党派令议会工作十分困难。

### 阻碍
马克思主义者起义，而奥地利与普鲁士等保守势力分子又反对议会。石勒苏益格-荷尔斯泰因的主权问题和德国未来版图引起了代表的争议。经过激烈的讨论，代表选择了小德意志方案，排除奥地利于未来统一的德国之外。

### 石勒苏益格-荷尔斯泰因
在石勒苏益格居住的丹麦人希望受丹麦统治，而非德国。基于丹麦即将采用宪法，丹麦人就想借此实现愿望。丹麦国王弗雷德里克七世坚持要把该地并入丹麦。德国人反抗，而普鲁士则代表德意志邦联出兵干预，与丹麦军队交战。1848年8月，普鲁士与丹麦签署停火令，暂时答应丹麦的要求，停止干预。国民议会就显示了重要的弱点：它完全没有实权和军队。对于停战令，它只能自动接受。

### 起义
9月，起义在法兰克福发生。议会惟有向邦国求援。

### 保罗教堂宪法
10月，代表讨论宪法安排，并在1849年4月公布。由于该宪法由法兰克福国民议会在保罗教堂通过，因此被称为保罗教堂宪法。宪法具有传统（帝国、君主政体与联邦制国家）与创新（普选与代议政制）之元素。

### 宪法的失败

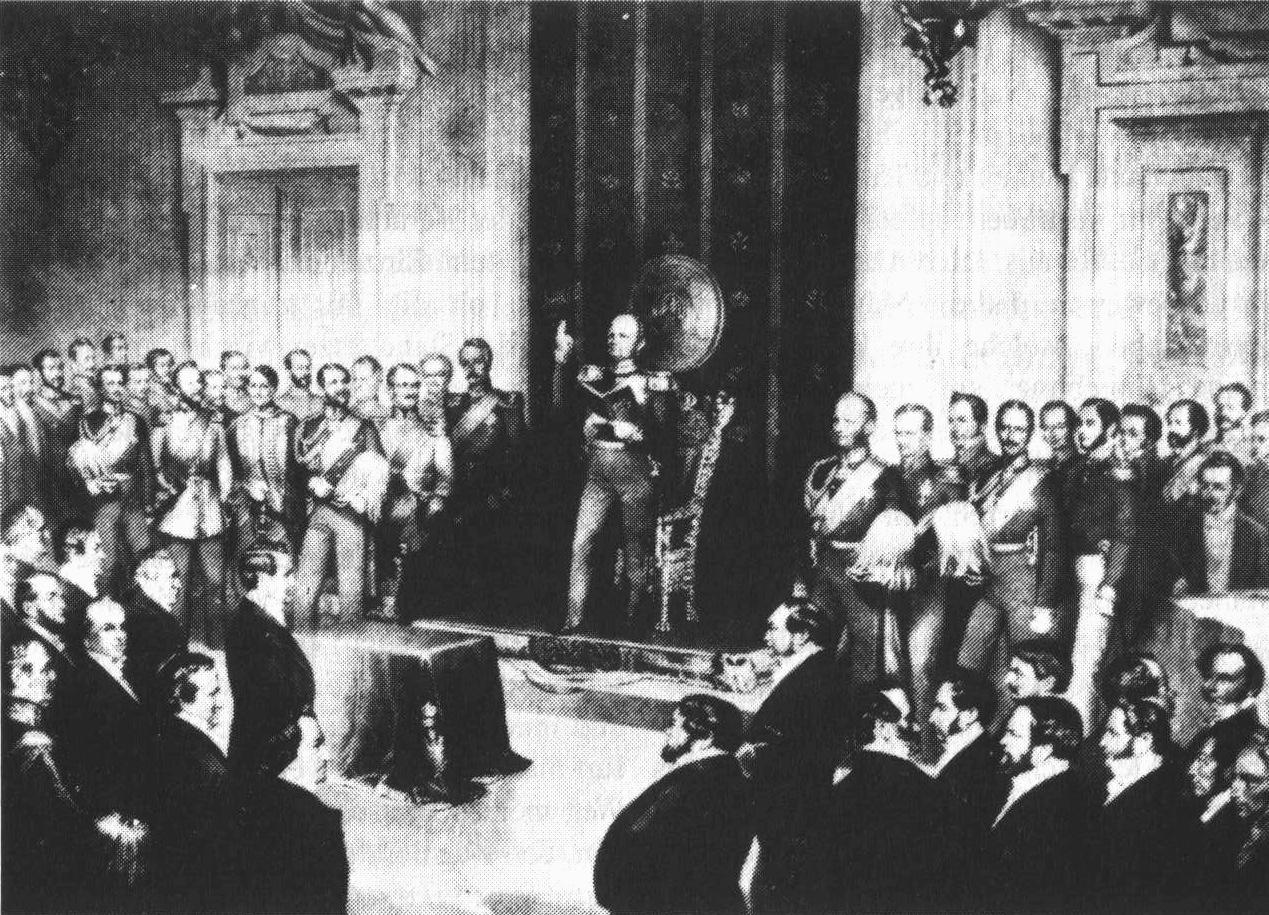
Kaiserdeputation：腓特烈·威廉四世在会上拒绝接受德意志皇帝的称号。

议会发表《德意志人民权利宣言》，并草拟好宪法。之后，他们邀请普鲁士国王腓特烈·威廉四世接受德意志皇帝的名号。但由于为势所迫，加上深信君权神授、鄙视由别人选出来的名位，普王拒绝“拾取在沟渠上的皇冠”。于是，代表普鲁士和奥地利的代表分别离开会议，议会代表的计划失败，惟有把议会解散。

## 结论
法兰克福国民议会之举行，乃统一德国的第一次尝试。议会虽然能够运作，法律权力却全由德意志邦联掌握，以致议会的协定没有法律依据。而且，大众普遍支持帝制，令革命党缺乏支持。富有阶层站在贵族与领导层的一边，其利益又难免与草根阶层有所冲突，是以两者难以取得共识。
革命党人的做法则不切实际。军人与官僚当时对领导层仍然非常忠诚，而议会却完全没有军力。议会之决定本应代表人民，但实际上只是显示知识分子的意见。当代表花了数个月才拟定宪法之时，反动势力已经准备推翻议会，令议会的努力白费。代表向普鲁士国王奉上皇帝名号而遭拒绝，更给普奥代表离场的借口。接着军队清场，议会便马上崩溃。
国民议会与1848年德意志革命的失败，严重阻碍了自由主义在德国的发展。不少人明白到军力对于统一德国的重要。在后来，俾斯麦在1862年出任普鲁士首相后，普鲁士便借助大好形势，以“铁血政策”统一德意志。自由主义未能在1848年开花结果，而取而代之的是信服权威、崇尚武力的民族主义。国民议会之失败间接造成德国缺乏民主经验之弊病。

## 参看
- 德意志1848年革命
- 德国历史
- 德国政治
- 德国联邦议会
- 德意志特殊道路